# Котячий лоток

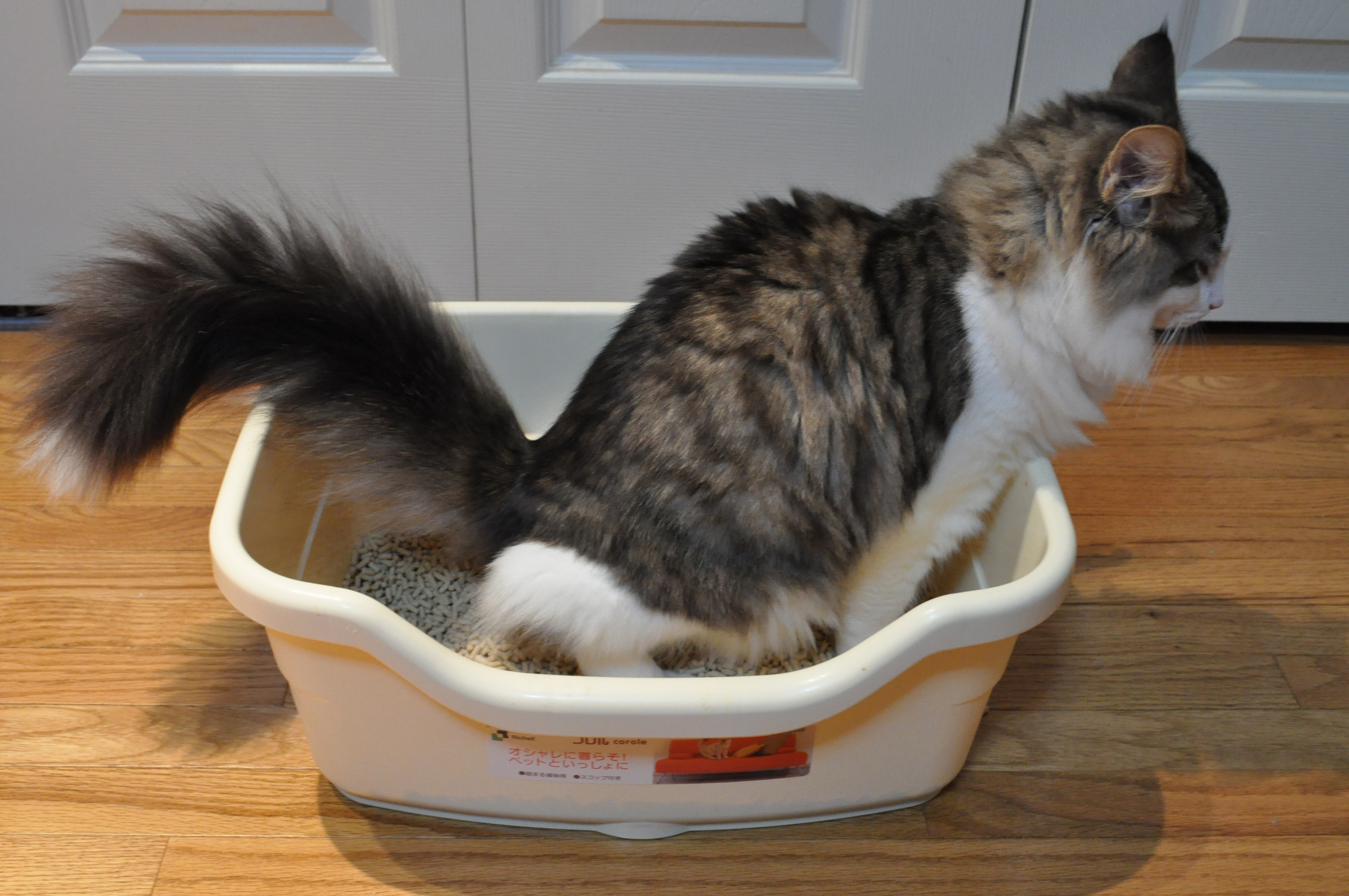
Кіт в відкритому котячому лотку.

Котячий лоток, або туалет для котів — спеціальний виріб, призначений для задоволення фізіологічних потреб котів у домашніх умовах. Лотки стали однією з базових та необхідний елементів для утримання домашніх котів і є невід'ємною частиною сучасної культури утримання котів, широко доступні у зоомагазинах, зоовіділах супермаркетів та інтернет магазинах. Глобальний ринок котячих лотків різних типів досяг 2,18 млрд. дол. США у 2024р. і очікується зростання до 3,85 млрд. дол. США у 2035р. Котячі лотки, зазвичай, доповнені різними типами наповнювачів для поглинання вологи та запаху. Коти надають перевагу лоткам достатнього розміру, з достатньою глибиною наповнювача, та з дрібною структурою наповнювача.  

## Типи котячих лотків
Відкриті лотки -  найпростіший і найпоширеніший тип. Це неглибока ємність без кришки, яка дозволяє коту вільно заходити і виходити. Переваги: дешевизна, легкість очищення. Недоліки: запах може швидко поширюватися, наповнювач часто розсипається за межі лотка.

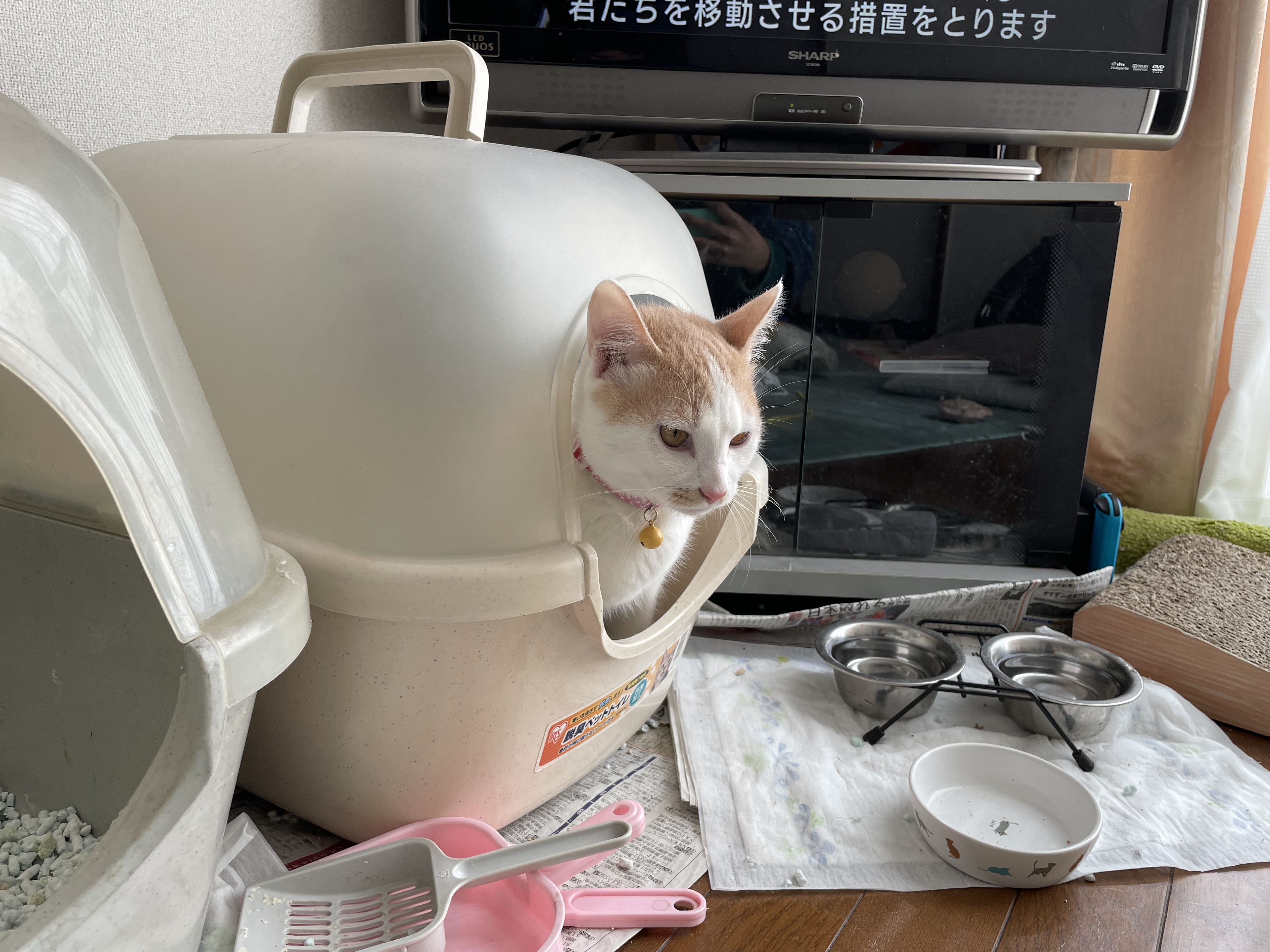
Кіт в закритому котячому лотку

Закриті лотки -  мають закриту кострукцію, зазвичай, знімну кришку з отвором для входу. Деякі моделі обладнані фільтрами або дверцятами. Переваги: краще стримування запаху, естетичний вигляд, менше розкиданого наповнювача. Недоліки: дорожчі, деякі коти відмовляються їх використовувати через тісноту або страх.
Автоматичні (самоочисні) лотки - обладнані сенсорами й механізмами для автоматичного очищення після відвідування. Можуть бути підключені до каналізації або мати контейнери для відходів. Переваги: мінімізація догляду, постійна чистота. Недоліки: висока ціна, необхідність живлення, іноді шум.

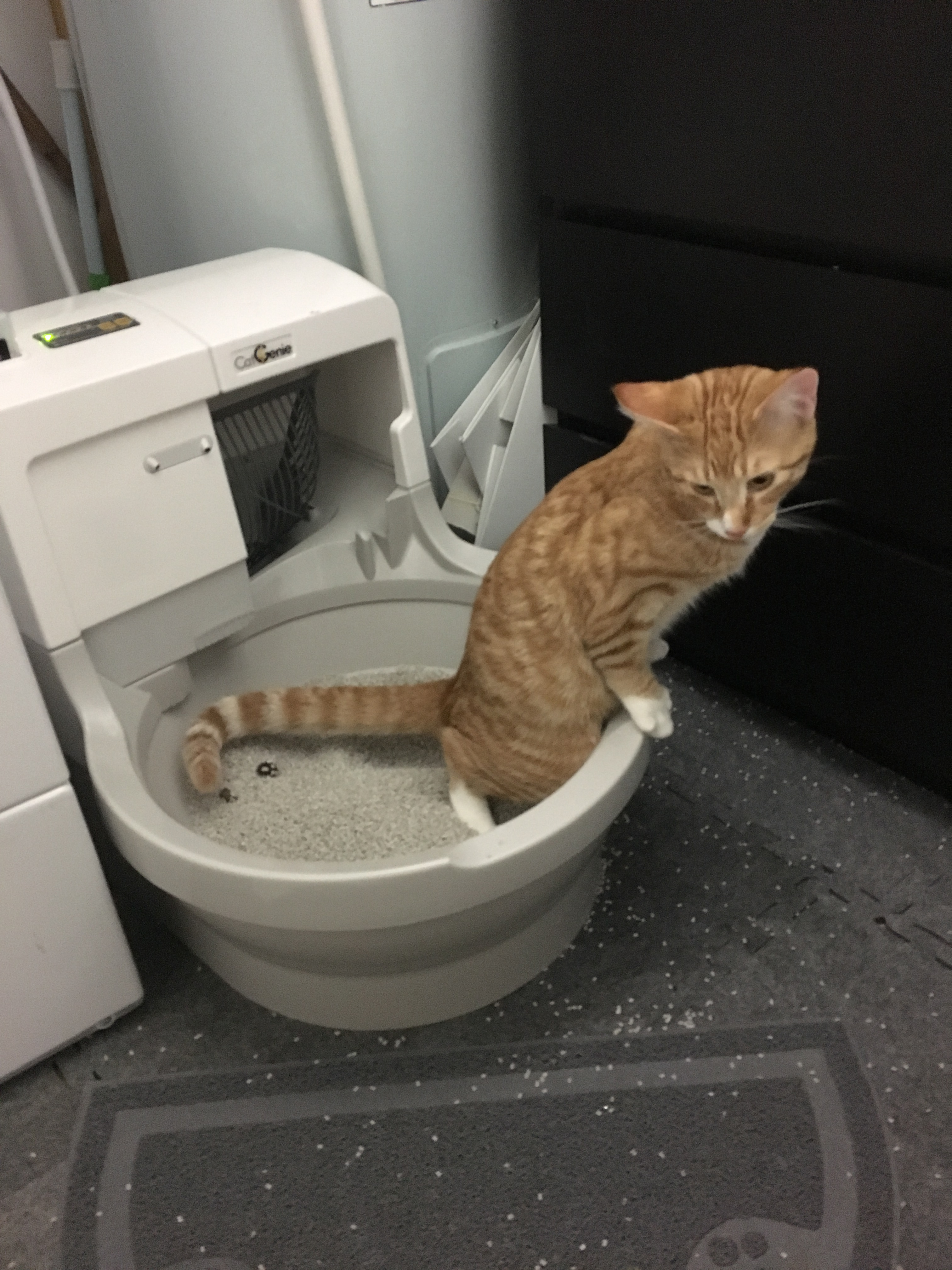
Автоматичний котячий лоток

## Наповнювач для котячого лотка
Наповнювач для лотка був випадково винайдений в 1947р. американцем Едвардом Лоу, який помітив чудову адсорбційну властивість відбілювальних глин, до яких належать і бентонітові глини, дуже популярні для виробництва наповнювача. Едвард Лоу заснував цілу нову епоху та збудував успішний мультимільйонний бізнес. Станом на 2024 ринок наповнювачів для котячих лотків оцінюється в 13,98 млрд. дол. США і очікується зростання до 19,5 млрд. дол. США у 2030р.
Глиняний (бентонітовий)  Висока здатність до утворення грудок і поглинання запаху. Доступний за ціною. Не підлягає змиванню в унітаз.
Деревний Виготовлений з пресованої тирси (пелетів). Натуральний, біорозкладний, можна змивати в каналізацію (в обмеженій кількості). Має приємний запах деревини.
Силікагелевий Містить кристали з високою здатністю поглинати вологу та запах. Довго зберігає сухість, не потребує щоденного прибирання. Може бути дорожчим за інші варіанти, також його не можна змивати в каналізацію. Вважається неекологічним через те, що сам по собі, не є біорозкладним, а процес його промислового виробництва - має дуже негативний вплив на довкілля.
Кукурудзяний, паперовий, соєвий  Підходять для більності тварин, швидко розкладаються. Мають меншу щільність, можуть більше розсипатися.

## Догляд
Щоб підтримувати чистоту та гігієну в житлі, важливо регулярно доглядати за котячим лотком. 
- Регулярно очищайте туалет. Видаляйте забруднення та змінюйте наповнювач за необхідності. Це допоможе уникнути неприємних запахів та зберегти здоров'я вашої кішки[8].
- Використовуйте спеціальні дезінфікуючі засоби для чищення туалету. Вони допоможуть вбити бактерії та запобігти поширенню інфекцій.
- Періодично змінюйте сам лоток. З часом пластик може зношуватися та вбирати запахи, тому рекомендується міняти туалет кожні кілька років.
- Регурярно потрібно провдити вологе прибирання в зоні поруч з котячим лотком.